# Hévoud
Quadriskèle, quadriskell

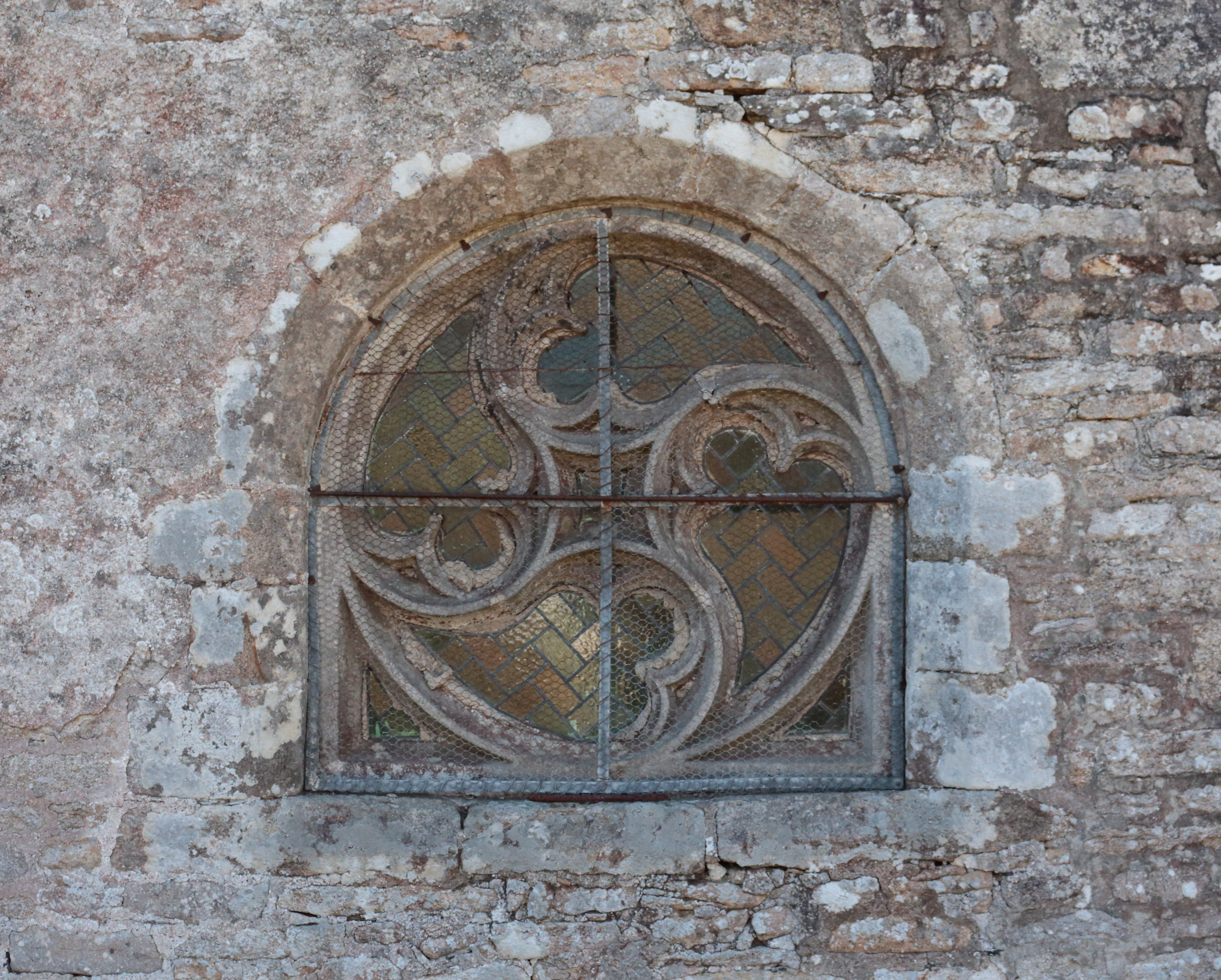
Fenêtre comportant un quadriskèle (XVI, chapelle de Locmaria-an-Hent, Saint-Yvi).

Le hevoud (breton, sans accent sur le e) ou tétrascèle (français) est une figure géométrique en forme de croix spiralée. Présent en Bretagne, il est proche d'autres symboles de ce type, comme le  lauburu basque ou le svastika. Pour la notion, il peut se rapprocher du triskèle, qui comporte une jambe de moins. La figure suggère une rotation. Comme pour le triscèle ou le svastika, les bras "flottent" en arrière (sur le vitrail de l'illustration, il faut considérer que le signe tourne vers la gauche (lévogyre), comme la petite Ourse ; vue de l'intérieur de la chapelle, ce serait vers la droite, dans le sens du soleil (dextrogyre)). Le sens de la rotation dépend donc de la situation de l'observateur. 

## Histoire récente
Symbole présent dans l'architecture et l'ébénisterie bretonnes depuis au moins le XVIe siècle, il figure dans le décor des fenêtres de plusieurs chapelles de l'ouest de la région.

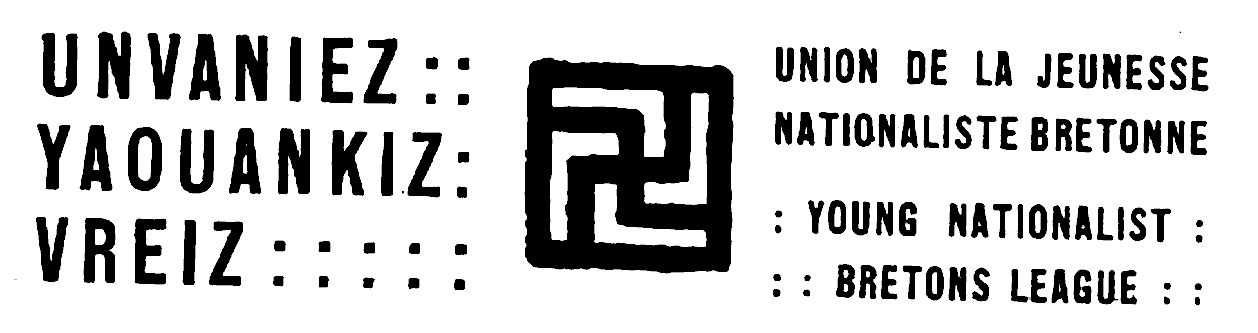
Le Hévoud utilisé dans le numéro de février 1925 de Breiz Atao.

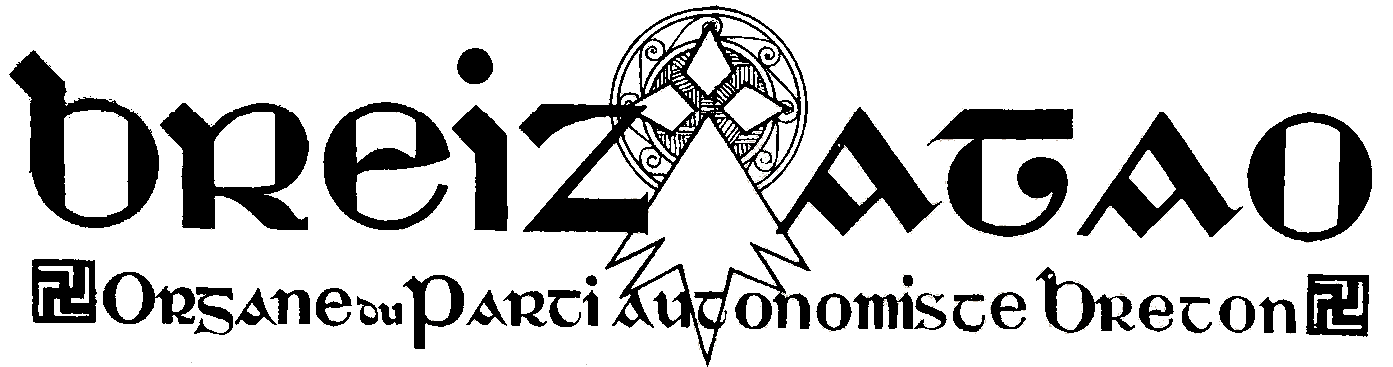
Le Hévoud intègre le logo de la revue Breiz Atao en avril 1928, et est abandonné dès 1929, jugé trop proche de la croix gammée nazi.

Son usage est indirectement remis au goût du jour par le journal nationaliste breton Breiz Atao. En effet, dans un souci d'apporter une identité visuelle à ce journal inconnu du grand public, ses dirigeants choisissent le svastika parmi les symboles proposés par le linguiste François Vallée s'inspirant d'un livre de John Romilly Allen sur l'art celtique. Ce symbole est à la mode depuis le XIXe siècle dans les milieux intellectuels. Le svastika apparait ainsi pour la première fois sur le numéro de février 1925 de Breiz Atao. Souhaitant donner une identité plus bretonne à ce symbole indo-européen, on le baptise hevoud, « bien-être » en breton, ce qui traduit littéralement le mot sanskrit svastika et on en modifie légèrement la représentation, donnant un style spiralé aux quatre branches. Le hévoud est arboré dès 1927 sur les poitrines des participants au congrès de Rosporden et en avril 1928 sur la manchette du journal.
La traduction de hevoud, « bien-être » en breton est proposée car on croyait alors que c'était là l'exact équivalent étymologique du mot sanskrit svastika. En fait, le vieil-indien svastika est formé de su- « favorable » (irlandais so-, brittonique he-) et *nes- « approcher » (-n- amuï) (parent du breton nes "proche", nesaat « approcher », et de l'anglais next, du letton nak, etc.), avec le sens de « heureux retour ». « Pour clarifier la situation sémantique et symbolique, il y aurait lieu d’employer l’équivalent breton °henesaad, établi à partir de he « favorable » et nes « rendre proche, rapprocher », rad. verb. °henesa- ».
On modifia légèrement la représentation du signe, donnant un style spiralé aux quatre branches. Un autre tracé du hévoud l'organise autour d'un centre élargi, ce qui le rapproche de certains modèles de croix irlandaises dites de sainte Brigid. Les quatre extrémités sont alors terminées par des spirales plus ou moins épaisses, ce qui combine le tétrascèle et un autre signe celtique bien connu, la double spirale. C'est ce dernier modèle qui a fourni l'emblème des enseignants laïques d'Ar Falz et, plus tard, de la revue La Bretagne réelle. Dans les années 1920 et 1930, il est utilisé par le Parti national breton[réf. nécessaire]. Dès 1933, il est également utilisé par le mouvement Ar Falz[réf. nécessaire] (fondé par le Parti national breton et déclaré proche du Parti communiste français), au-dessus d'une faucille. Du fait de sa ressemblance avec la svastika, il est abandonné par le PNB en 1938, à la veille de la guerre Des équivalents du hévoud se trouvent à cette époque dans les arts populaires (broderie, charpenterie, travail du bois) des Pays Baltes, du Bélarus, des pays finnois, de la Pologne, de la Russie du Nord (novgorodienne). Diverses formes de tétrascèles, plus ou moins spiralées, sont utilisées dans l'ornementation et les arts graphiques.

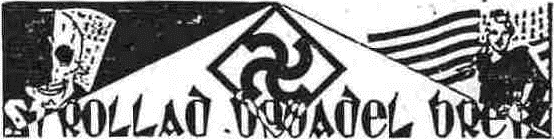
Sous-titre tiré de Breizh Atao daté du 12 février 1933. Le hévoud (au milieu) est associé au Gwenn ha Du (à droite).